# IC 5078
IC 5078 — галактика типу Sc (компактна спіральна галактика) у сузір'ї Козоріг.
Цей об'єкт міститься в оригінальній редакції індексного каталогу.